# Maclodio
Maclodio é uma comuna italiana da região da Lombardia, província de Bréscia, com cerca de 1.232 habitantes. Estende-se por uma área de 5 km², tendo uma densidade populacional de 246 hab/km². Faz fronteira com Berlingo, Brandico, Lograto, Mairano, Trenzano.

## Demografia
| Variação demográfica do município entre 1861 e 2011                               |
|                                                                                   |
| Fonte: Istituto Nazionale di Statistica (ISTAT) - Elaboração gráfica da Wikipedia |